# Lodalskåpa
Lodalskåpa és el nunatak més alt de la glacera de Jostedalsbreen. Es troba al límit entre els municipis de Stryn i Luster, Vestland, Noruega, dins el Parc Nacional de Jostedalsbreen.
Amb 2.083 metres d'altitud, Lodalskåpa està situat a 3 quilòmetres al nord d'un altre nunatak, Brenibba, i a 15 quilòmetres al nord-est de la muntanya Høgste Breakulen. Els llacs Austdalsvatnet i Styggevatnet es troben a uns 10 quilòmetres a l'est.
La primera pujada hauria succeït el 1820 per Gottfried Bohr. La ruta més fàcil per pujar al Lodalskåpa comença al poble de Bødalen a Stryn, pujant per les muntanyes Brattebakken fins a la glacera Bohr (en noruec: Bohrsbreen).

## Nom
El primer element és el cas genitiu del nom de la vall de Lodalen, i l'últim element és la forma finita de kåpe, que significa "escut" (en aquest cas fa servir metafòricament sobre la glacera que envolta la part superior del Snøhetta). El nom de la vall és un compost significa "prat" i la forma finita de dal que significa "vall".

## Galeria

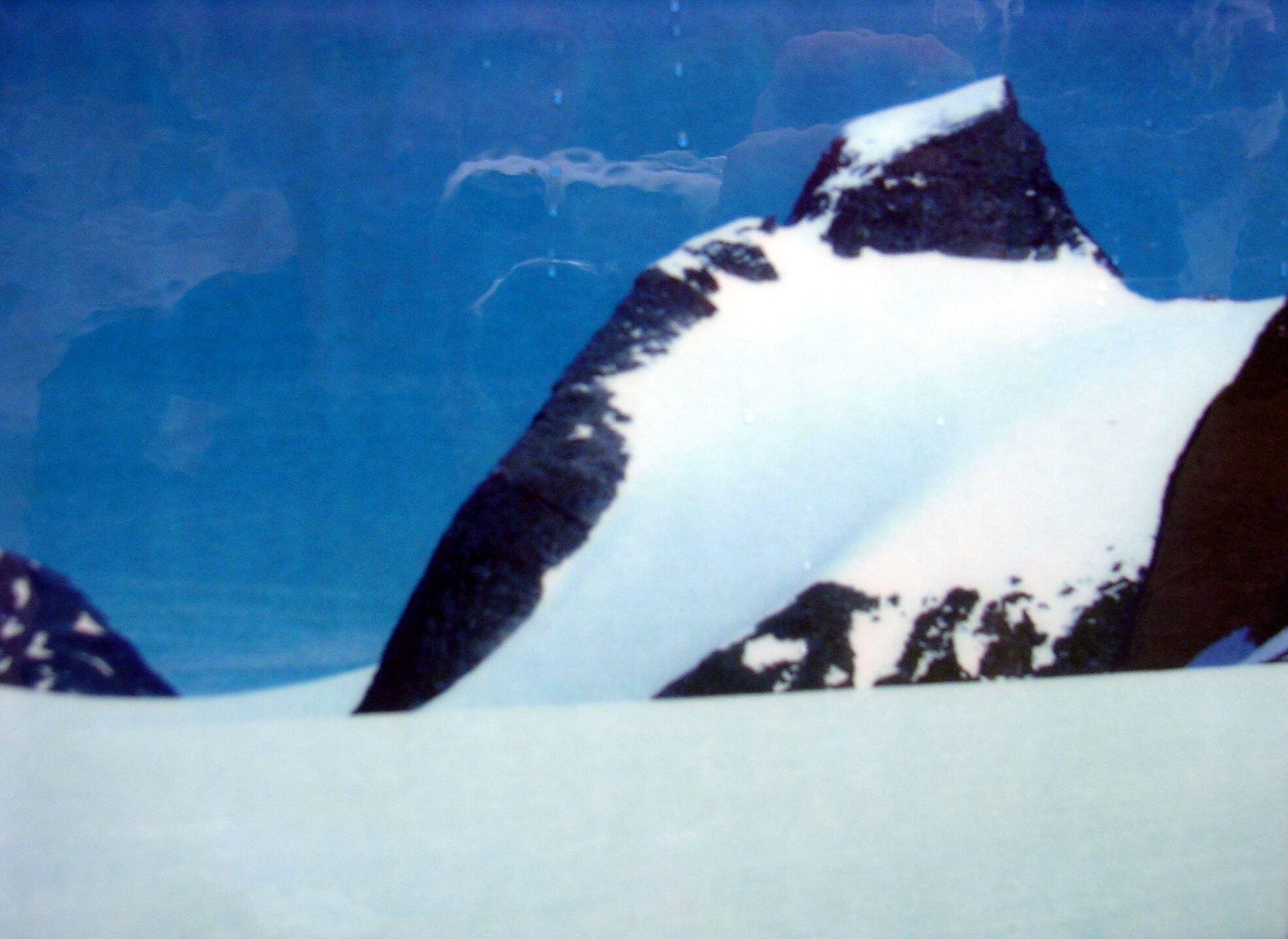
Cim vist des de la glacera Bohr
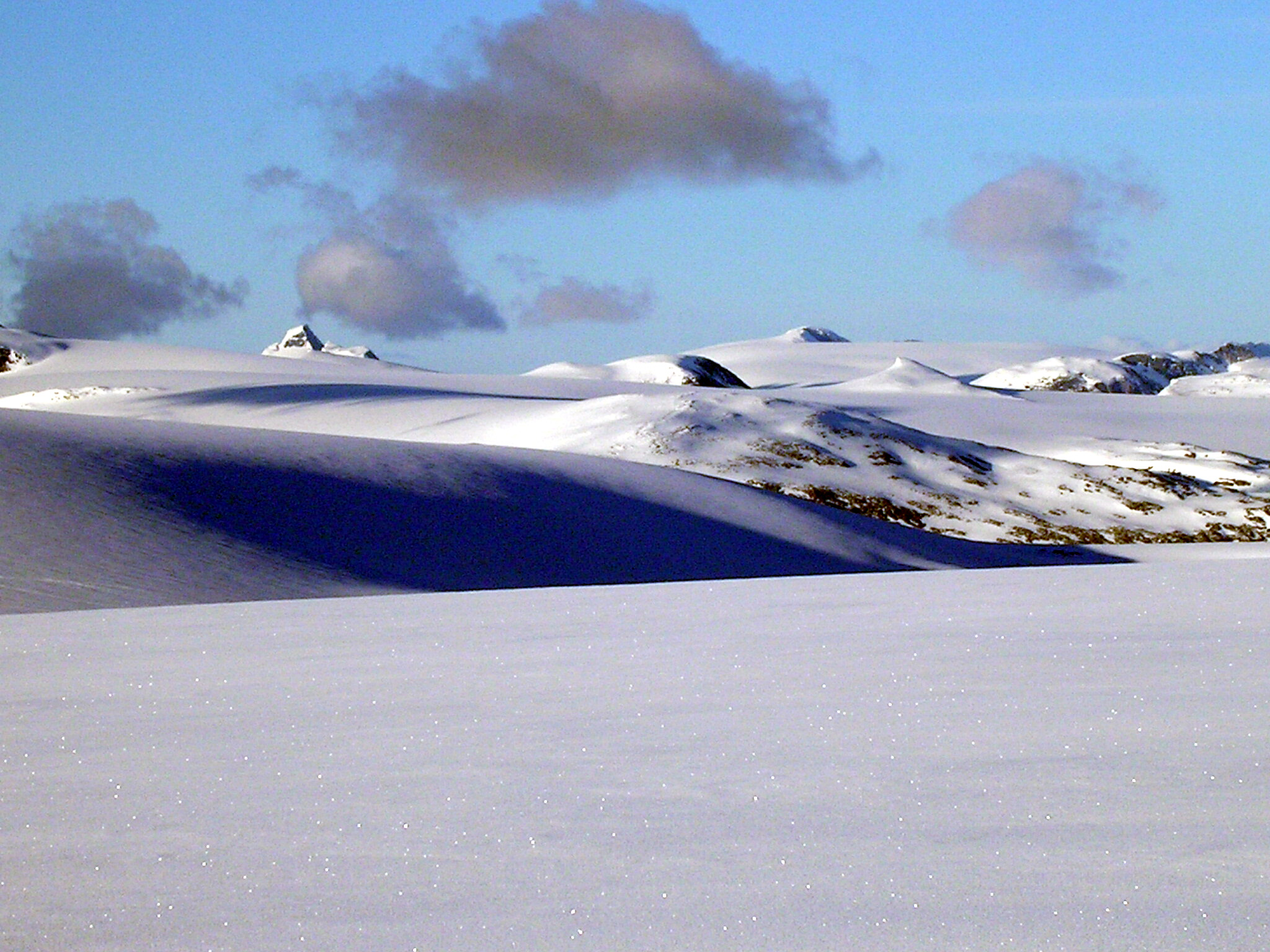
Lodalskåpa (a l'esquerra) vist des deMyklebustbreen a l'oest.
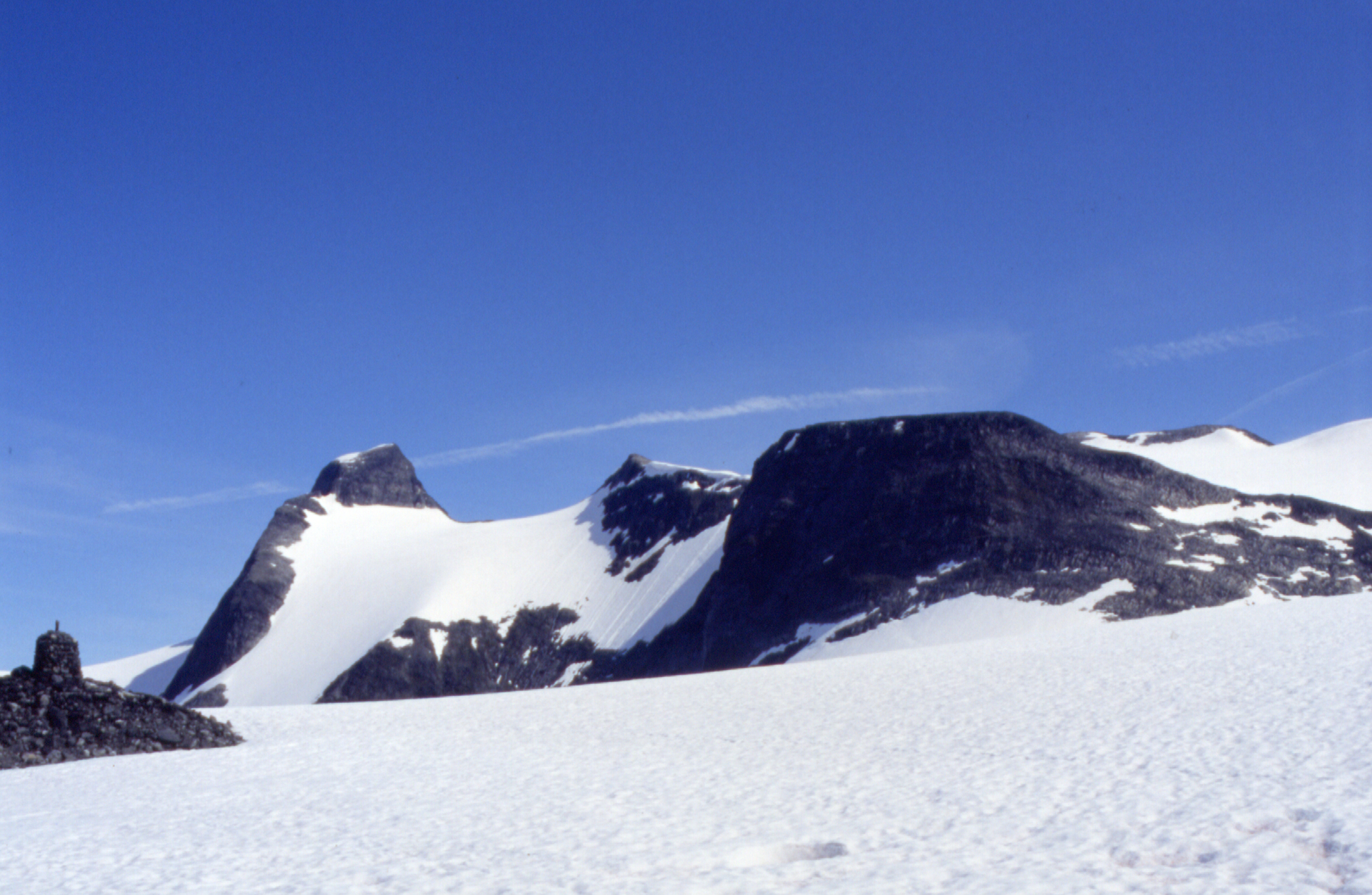
Vist des de l'oest